# Акима
Акима́ — село в Тунгокоченском районе Забайкальского края России. Входит в сельское поселение «Кыкерское».

## География
Расположено на правом берегу реки Нерчи, при впадении в неё реки Акимы, в 72 км к северо-востоку от районного центра, села Верх-Усугли, в 17 км к юго-западу от центра сельского поселения, села Кыкер.

## Население
| 1989 | 2002 | 2010 | 2021 |
| ---- | ---- | ---- | ---- |
| 286  | ↘285 | ↘233 | ↘221 |

## Инфраструктура
Начальная школа, детский сад, библиотека, медпункт.